# Służba Bezpieczeństwa (PRL)

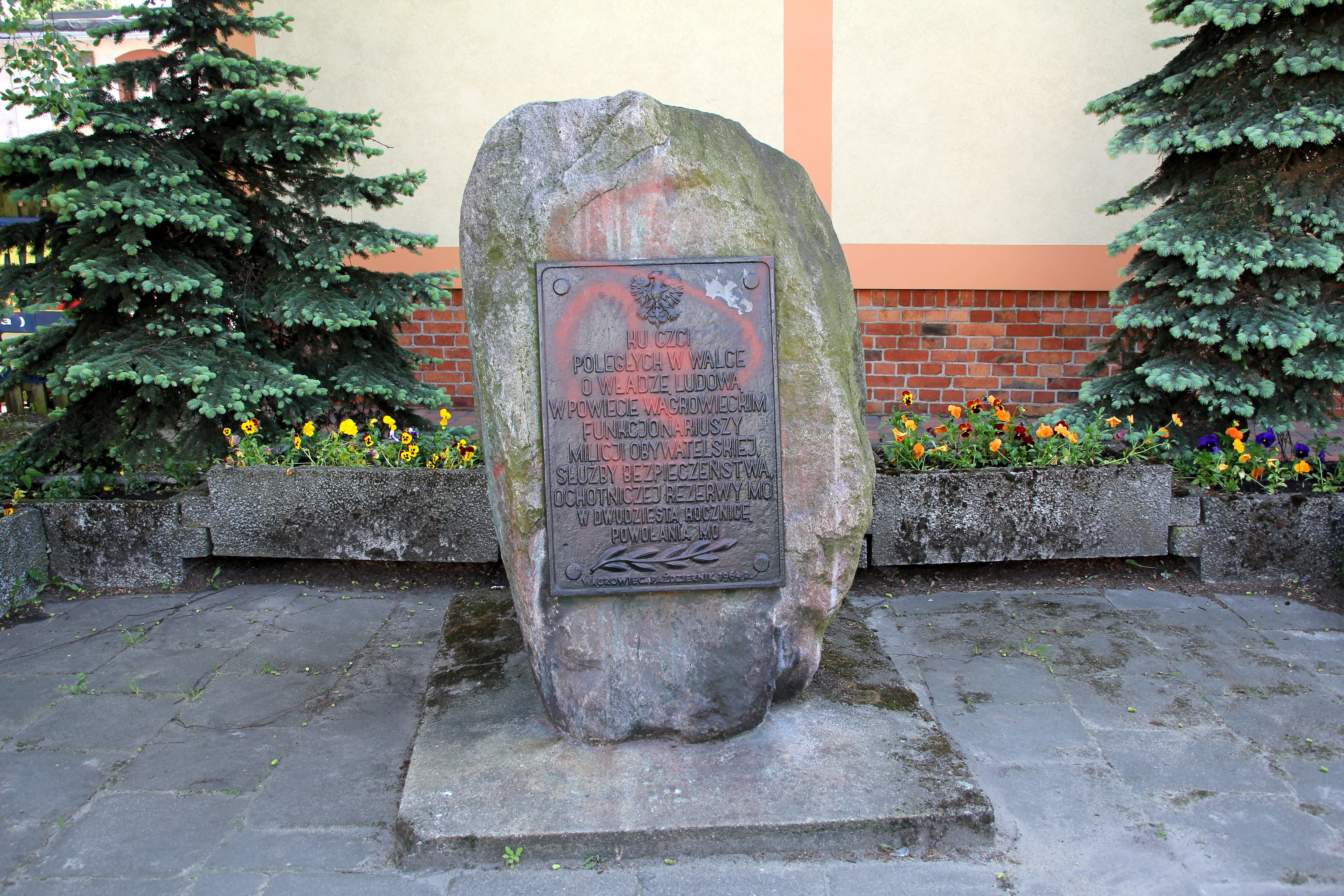
Pomnik poległych w walce o władzę ludową funkcjonariuszy Milicji Obywatelskiej i Służby Bezpieczeństwa w Wągrowcu (rozmontowany w 2015)

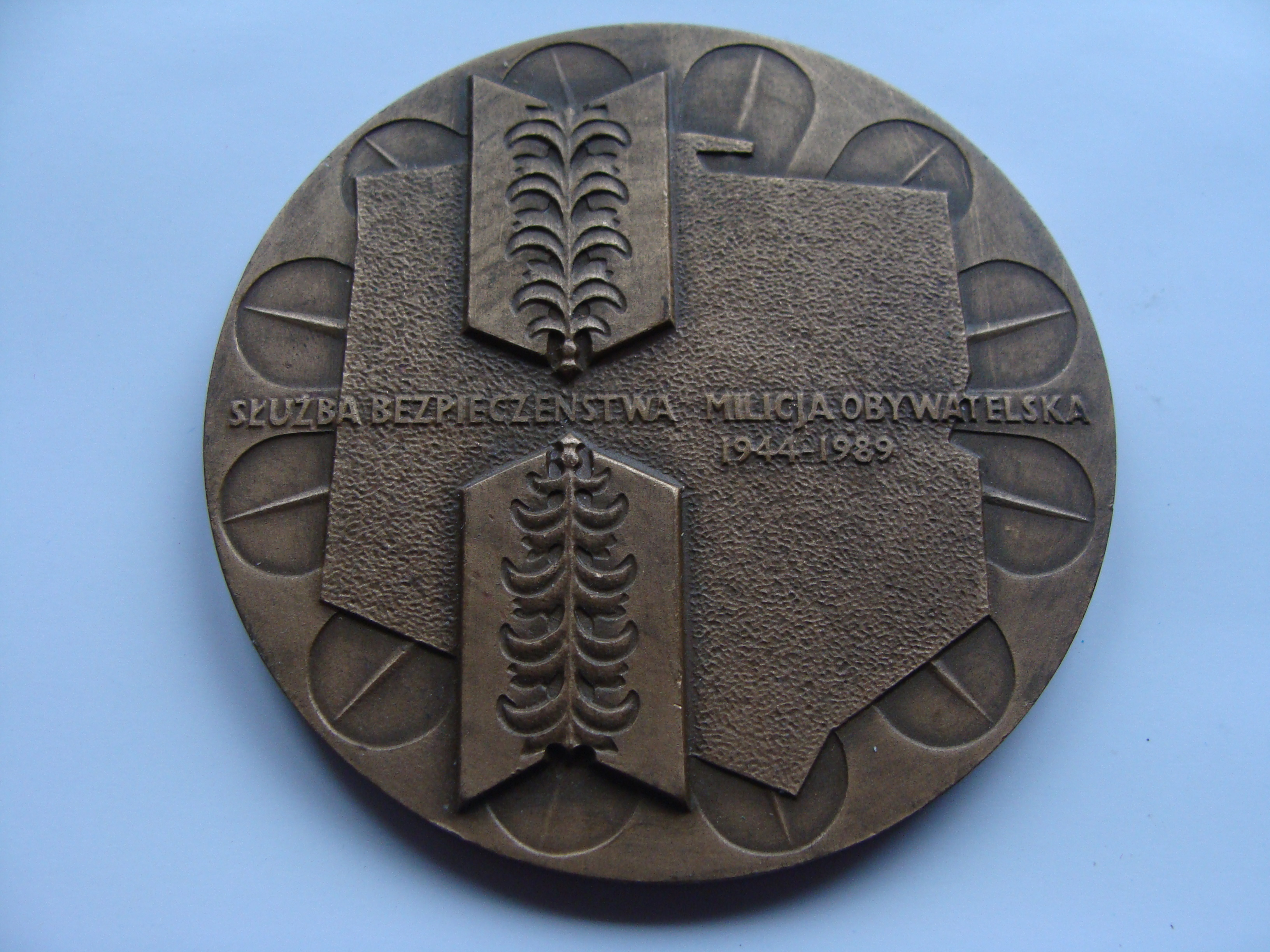
Medal pamiątkowy poświęcony Służbie Bezpieczeństwa i Milicji Obywatelskiej, upamiętniający ich 45-letni okres w służbie i obronie Polski Ludowej

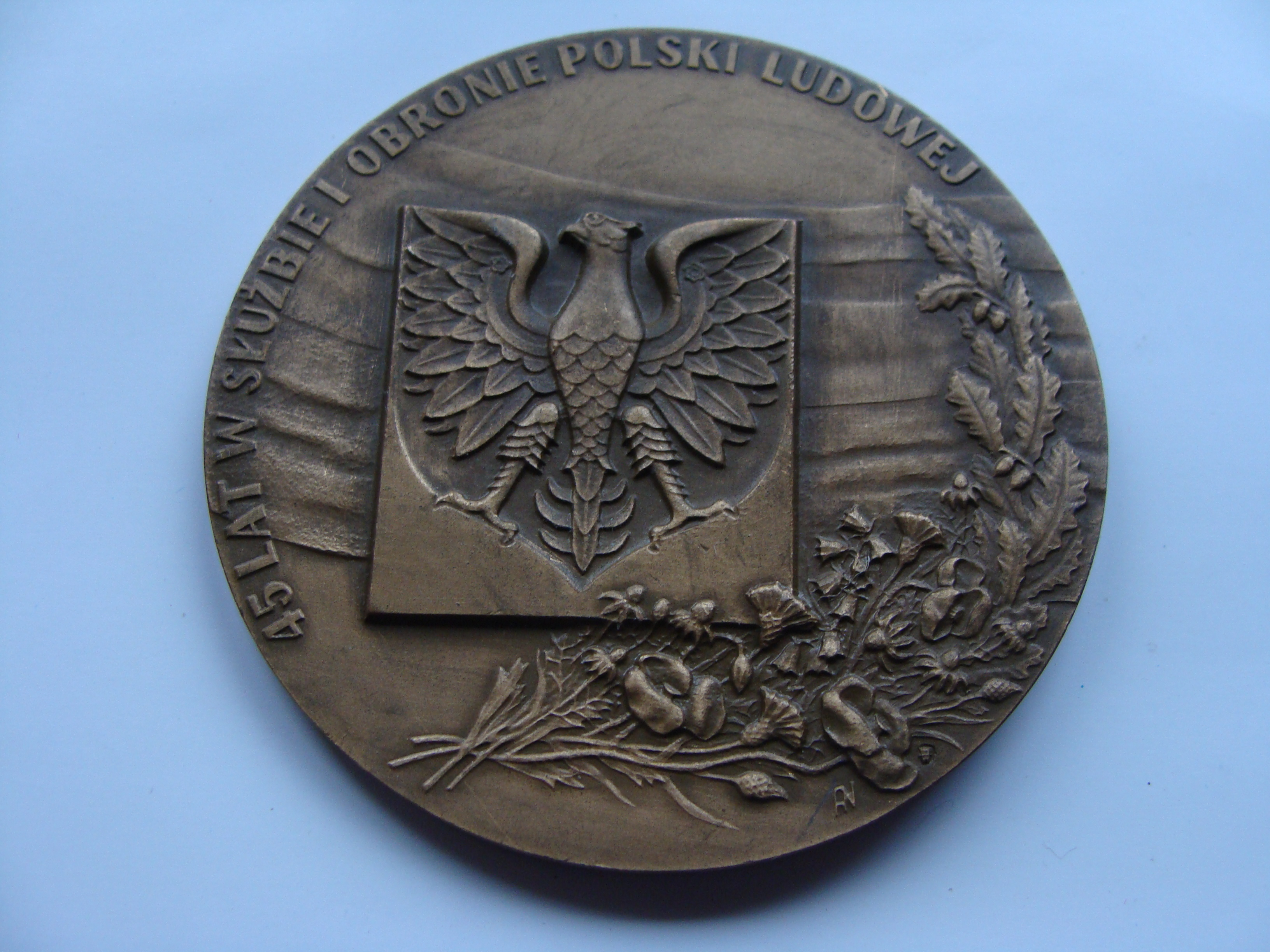

Służba Bezpieczeństwa (SB, potocznie określana wraz ze swoim protoplastą jako bezpieka) – formacja powołana m.in. do zapewniania bezpieczeństwa wewnętrznego i zewnętrznego kraju, działająca w Ministerstwie Spraw Wewnętrznych Polskiej Rzeczypospolitej Ludowej i strukturach podległych w latach 1956–1989, a także w pierwszym roku istnienia III RP, ostatecznie rozwiązana w 1990 r. W końcowej fazie swojego istnienia (sierpień 1989 r.) ta służba specjalna zatrudniała 24 300 funkcjonariuszy, którzy nadzorowali 90 tys. tajnych współpracowników (TW) w Polsce i wielu agentów wywiadu pośród obywateli obcych państw. Oznacza to, że na jednego funkcjonariusza przypadało statystycznie 1564 obywateli, a TW stanowili w przybliżeniu 0,2% ogółu ludności PRL.
Wszystkie organy formacji uznano na potrzeby lustracji i dekomunizacji za organy bezpieczeństwa państwa komunistycznego.

## Początki resortu
Funkcjonariusze Służby Bezpieczeństwa składali takie samo uroczyste ślubowanie jak funkcjonariusze Milicji Obywatelskiej. Jego główny fragment brzmiał następująco

Ślubuję uroczyście...- służyć wiernie Ojczyźnie, Partii i Władzy Ludowej oraz strzec ustalonego przez prawo ładu, porządku i bezpieczeństwa publicznego - zwalczać wrogów bez względu na miejsce ich działania, występujących przeciwko ustrojowi socjalistycznemu i interesom Polskiej Rzeczypospolitej Ludowej oraz przeciwko innym państwom socjalistycznym.

W wyniku jednej z największych zdrad w tajnych służbach PRL, sprawy ppłk. MBP Józefa Światły, który uciekając na Zachód ujawnił metody działalności bezpieki okresu stalinizmu w PRL, władze zmuszone zostały do likwidacji Ministerstwa Bezpieczeństwa Publicznego, którego Światło był członkiem jako wicedyrektor Departamentu X, i następnie Komitetu do spraw Bezpieczeństwa Publicznego (KdsBP) jako niezależnej administracji i przyłączenie go do Ministerstwa Spraw Wewnętrznych (MSW). W 1956 władze PRL zorganizowały nową strukturę zajmującą się bezpieczeństwem polityczno-publicznym w kraju.
Powołana w listopadzie 1956, na podstawie Ustawy Sejmu PRL tworzącej Ministerstwo Spraw Wewnętrznych w 1954, Służba Bezpieczeństwa (występująca pod skrótem SB) zastąpiła Komitet ds. Bezpieczeństwa Publicznego.
W roku 1954, wraz z pierwszymi zmianami w Związku Radzieckim po śmierci Józefa Stalina, MBP zamieniono na KdsBP. Mimo odwołania gen. Stanisława Radkiewicza zmiany były kosmetyczne, a struktura, jak i polityka represyjna pozostały prawie takie same. Pierwsza i bodaj jedyna istotniejsza z punktu widzenia stopnia opresyjności systemu reforma nastąpiła po październiku 1956 roku. Symbolicznym wyrazem liberalizacji było to, że bezpieka miała działać w strukturze Ministerstwa Spraw Wewnętrznych. Na szczeblu wojewódzkim szef bezpieki był zastępcą komendanta wojewódzkiego Milicji Obywatelskiej, bezpiece zaś nadano nazwę Służba Bezpieczeństwa.
Ta zmiana nie miała jedynie charakteru dekoracyjnego, przekształcenie UB (Urzędu Bezpieczeństwa) w SB było zewnętrznym wyrazem najważniejszej mutacji politycznej w całej historii PRL-u. Państwo masowego terroru zostało zastąpione państwem rozległej kontroli i prewencji oraz selektywnych represji.

## Zmiany personalne
Tak jak podczas reorganizacji Ministerstwa Bezpieczeństwa Publicznego czy Komitetu do spraw Bezpieczeństwa Publicznego następowało zwężenie kadry personalnej – o 40% zmniejszono liczbę funkcjonariuszy, pozostało dziewięć tysięcy, usunięto z sieci 60% „tajnych informatorów”, zlikwidowano Referaty Ochrony w fabrykach, zamknięto ponad połowę rozpracowań operacyjnych.
Dzięki negocjacjom ze Związkiem Radzieckim zredukowano w kraju liczbę personelu KGB i GRU.
Dokonano też kolejnych zmian personalnych, usuwając większość wysokich rangą funkcjonariuszy, którzy do tej pory stanowili 90 procent kierownictwa w MBP, KdsBP, jak i w GZI WP. To pozwoliło otworzyć drogę awansu młodej kadrze. W latach 1956–1958 nastąpiło poważne odchudzenie organizacyjne aparatu represji PRL.

## Zadania
Zadania Służby Bezpieczeństwa praktycznie nie różniły się niczym od jej poprzedników (MBP lub KdsBP), polegały one przede wszystkim na ochronie systemu komunistycznego wewnątrz kraju (i nie tylko) poprzez kontrolowanie i przenikanie do wszystkich struktur życia społecznego w Polsce, a następnie za granicą (SB dokonała m.in. głębokiej penetracji Polonii amerykańskiej, kanadyjskiej oraz brytyjskiej).
Służba Bezpieczeństwa brała udział w zwalczaniu opozycji, w represjach wobec uczestników demonstracji i strajków. Odegrała główną rolę obok Milicji Obywatelskiej, ZOMO, ORMO oraz wojska w tłumieniu demonstracji w czasie wydarzeń marca 1968, grudnia 1970 na Wybrzeżu, oraz w Radomiu i Ursusie w czasie wypadków czerwcowych 1976.
Służba Bezpieczeństwa poświęciła bardzo dużo środków operacyjnych na inwigilowanie duchowieństwa, niezależnych środowisk intelektualnych, oraz mniejszości narodowych w kraju. Funkcjonariusze SB często działali z naruszeniem prawa PRL, łamali prawa człowieka oraz stosowali tortury, jednak w przeciwieństwie do funkcjonariuszy aparatu bezpieczeństwa publicznego działającego do 1956 r. stosujących powszechny terror na masową skalę, robili to znacznie bardziej selektywnie i w sposób celowany.

## Wprowadzenie stanu wojennego w 1981 r.
Po wybuchu nowej fali strajków w Polsce na początku lat 80. i wreszcie wprowadzeniu stanu wojennego przez władze komunistyczne w grudniu 1981, Służba Bezpieczeństwa przystąpiła do likwidacji wcześniej spenetrowanych za pomocą agentury SB środowisk kierowniczych „Solidarności”.
W nocy z 12 grudnia na 13 grudnia 1981 wiele osób zostało aresztowanych przez SB, przewiezionych do więzień, lub do tzw. ośrodków odosobnienia (zakładów internowania). SB inwigilowała obozy dla internowanych, umieszczając w tych ośrodkach swoich tajnych współpracowników.
Służba Bezpieczeństwa brała udział obok wojska, MO, ZOMO, ORMO w pacyfikacji kopalni Wujek, na polecenie gen. Czesława Kiszczaka w czasie której zginęło 9 górników, i w innych działaniach tego typu, w tym w hucie im. Lenina w Krakowie, stoczniach Gdańskiej i Szczecińskiej, Hucie Warszawa, ZM Ursus, WSK „Świdnik”, kopalniach „Manifest Lipcowy”, „Borynia” i „Staszic”. Podczas stanu wojennego za pomocą aparatu represji m.in. Służby Bezpieczeństwa internowanych zostało ok. 10 tys. osób.

## Podstawy prawne funkcjonowania
Funkcjonowanie SB na gruncie ustawowym było uregulowane przepisami o Milicji Obywatelskiej (funkcjonariusze pełniący służbę w SB byli formalnie funkcjonariuszami MO). 14 lipca 1983 r. Sejm uchwalił ustawę o urzędzie Ministra Spraw Wewnętrznych i zakresie działania podległych mu organów. W art. 6 ust. 1 stwierdzono:

Funkcjonariusze Służby Bezpieczeństwa i Milicji Obywatelskiej w celu rozpoznawania, zapobiegania i wykrywania przestępstw i wykroczeń oraz innych działań godzących w bezpieczeństwo państwa lub porządek publiczny wykonują czynności: operacyjno-rozpoznawcze, dochodzeniowo-śledcze i administracyjno-prawne.

Zakres praw i obowiązków funkcjonariuszy SB został określony w art. 20 tej ustawy:

Przepisy ustaw o służbie funkcjonariuszy Milicji Obywatelskiej oraz o zaopatrzeniu emerytalnym funkcjonariuszy Milicji Obywatelskiej i ich rodzin, jak również o odszkodowaniach przysługujących w razie wypadków i chorób pozostających w związku ze służbą w Milicji Obywatelskiej stosuje się do funkcjonariuszy Służby Bezpieczeństwa.

Nowe przepisy, zastępujące kilkakrotnie nowelizowaną ustawę z 31 stycznia 1959 r. o służbie funkcjonariuszy Milicji Obywatelskiej, zostały wprowadzone 1 stycznia 1986 r., gdy weszła w życie ustawa z 31 lipca 1985 r. o służbie funkcjonariuszy Służby Bezpieczeństwa i Milicji Obywatelskiej Polskiej Rzeczypospolitej Ludowej.
Trzema najważniejszymi niejawnymi dokumentami regulującymi zasady funkcjonowania aparatu bezpieczeństwa były kolejno:
- Instrukcja nr 03/60 z 2 lipca 1960 r. o podstawowych środkach i formach pracy operacyjnej Służby Bezpieczeństwa (załącznik do zarządzenia nr 0121/60 Ministra Spraw Wewnętrznych z 2 lipca 1960 r.),
- Instrukcja o pracy operacyjnej Służby Bezpieczeństwa resortu spraw wewnętrznych (załącznik do zarządzenia nr 006/70 Ministra Spraw Wewnętrznych z 1 lutego 1970 r.),
- Instrukcja w sprawie szczegółowych zasad działalności operacyjnej Służby Bezpieczeństwa (załącznik do zarządzenia nr 00102 Ministra Spraw Wewnętrznych z 9 grudnia 1989 r.).

## Stanowiska służbowe i stopnie
W MSW do 1990 r. obowiązywały następujące stanowiska służbowe i przyporządkowane im stopnie:
| Stanowiska służbowe             | Przyporządkowane stopnie        |
| ------------------------------- | ------------------------------- |
| minister                        | generał dywizji / generał broni |
| wiceminister                    | generał dywizji                 |
| szef służby                     | generał dywizji                 |
| zastępca szefa służby           | generał brygady                 |
| dyrektor departamentu           | pułkownik / generał brygady     |
| zastępca dyrektora departamentu | pułkownik                       |
| naczelnik wydziału              | pułkownik                       |
| zastępca naczelnika wydziału    | podpułkownik                    |
| starszy inspektor               | major / podpułkownik            |
| inspektor                       | kapitan / major                 |
| młodszy inspektor               | podporucznik / kapitan          |

## Struktura SB

### Centrala
Centralę Służby Bezpieczeństwa stanowiła część komórek organizacyjnych Ministerstwa Spraw Wewnętrznych, czyli niektóre jego departamenty i biura (a także inne jednostki równorzędne). Nadzór nad ich działalnością sprawował bezpośrednio minister lub delegowani przez niego podsekretarze stanu i dyrektorzy generalni. Za bieżącą pracę i obsługę kierownictwa odpowiadał Gabinet Ministra Spraw Wewnętrznych, natomiast funkcje kontrolne wypełniał Główny Inspektorat MSW (jednostki te istniały od grudnia 1954 r. do lipca 1990 r. i wykonywały zadania na rzecz całego resortu, jednak od listopada 1956 r. dominującą rolę odgrywali w nich funkcjonariusze SB). Częściowo z organami bezpieczeństwa związane były także inne struktury ministerstwa (odpowiedzialne za kadry, szkolenia, finanse, inwestycje, zaopatrzenie, służbę zdrowia itp.).

### Jednostki wojewódzkie
Wojewódzkimi odpowiednikami jednostek centralnych SB były wydziały (i inne komórki równorzędne) tworzące w komendach wojewódzkich Milicji Obywatelskiej wyodrębniony pion kierowany przez zastępców komendantów ds. bezpieczeństwa (od maja 1967 r. ds. SB). W sierpniu 1983 r. komendy przemianowano na wojewódzkie urzędy spraw wewnętrznych, a zastępcy komendantów objęli stanowiska zastępców szefów urzędów. W zależności od wielkości i znaczenia województwa kierownictwo Służby Bezpieczeństwa składało się z jednego, dwóch lub trzech zastępców (w tym I zastępcy). Kontrolą pracy SB zajmowały się inspektoraty kierownictwa jednostek bezpieczeństwa / SB, w czerwcu 1975 r. w ich miejsce powstały zespoły ds. SB w nowo utworzonych wydziałach inspekcji. Obsługę logistyczną wydziałów operacyjnych SB i MO zapewniały wspólne dla obu służb jednostki administracyjno-gospodarcze.
Do końca maja 1975 r. struktura terenowa organów bezpieczeństwa państwa i porządku publicznego składała się z 17 KW MO (w Białymstoku, Bydgoszczy, Gdańsku, Katowicach, Kielcach, Koszalinie, Krakowie, Lublinie, Łodzi, Olsztynie, Opolu, Poznaniu, Rzeszowie, Szczecinie, Warszawie, Wrocławiu i Zielonej Górze) oraz dwóch komend równorzędnych (komenda stołeczna w Warszawie i komenda miejska w Łodzi).
Po wprowadzeniu reformy administracyjnej w czerwcu 1975 r. w kraju funkcjonowało 49 równorzędnych komend / urzędów (KS MO / SUSW w Warszawie oraz KW MO / WUSW w Białej Podlaskiej, Białymstoku, Bielsku-Białej, Bydgoszczy, Chełmie, Ciechanowie, Częstochowie, Elblągu, Gdańsku, Gorzowie Wielkopolskim, Jeleniej Górze, Kaliszu, Katowicach, Kielcach, Koninie, Koszalinie, Krakowie, Krośnie, Legnicy, Lesznie, Lublinie, Łomży, Łodzi, Nowym Sączu, Olsztynie, Opolu, Ostrołęce, Pile, Piotrkowie Trybunalskim, Płocku, Poznaniu, Przemyślu, Radomiu, Rzeszowie, Siedlcach, Sieradzu, Skierniewicach, Słupsku, Suwałkach, Szczecinie, Tarnobrzegu, Tarnowie, Toruniu, Wałbrzychu, Włocławku, Wrocławiu, Zamościu i Zielonej Górze).

### Niższe jednostki terenowe
Na szczeblu powiatowym w większości komend miejskich i powiatowych działały referaty ds. bezpieczeństwa / SB. Komórki te istniały do końca maja 1975 r. i z reguły składały się z grup operacyjnych (piony II, III i IV), paszportów (później także dowodów osobistych), techniki operacyjnej, perlustracji korespondencji oraz przejściowo rejestracji cudzoziemców. Referatami kierowali zastępcy komendantów ds. bezpieczeństwa, od kwietnia 1967 r. określani jako I zastępcy ds. SB (ponadto w 24 największych komendach utworzono stanowiska dodatkowych zastępców). Po zlikwidowaniu powiatów w czerwcu 1975 r. pion Służby Bezpieczeństwa wycofano z jednostek niższego stopnia, jedynie w części komend miejskich i komisariatów funkcjonowały grupy operacyjne poszczególnych wydziałów SB komend wojewódzkich.
Po kilku latach struktury terenowe organów bezpieczeństwa zostały odtworzone (pierwsze próby miały miejsce w połowie 1982 r. w województwach legnickim i opolskim). W styczniu 1983 r. województwa podzielono na rejony, w których od kwietnia 1983 r. działały komórki SB z odrębnymi zastępcami na czele. Funkcję komend rejonowych pełniły komendy miejskie, dzielnicowe (tylko w Krakowie, Łodzi, Warszawie i Wrocławiu) oraz komisariaty, w sierpniu 1983 r. w ich miejsce powołano rejonowe, miejskie i dzielnicowe urzędy spraw wewnętrznych. W skład SB w większości z nich wchodziły odpowiedniki pionów operacyjnych (II, III, IV, V, później także VI), paszportów, techniki operacyjnej oraz perlustracji korespondencji (w zależności od liczby etatów zorganizowane w grupy, referaty, sekcje lub wydziały).

### Piony SB
Na jednostki Służby Bezpieczeństwa składały się piony resortu spraw wewnętrznych wymienione poniżej w kolejności chronologicznej:
Pion I (wywiad) – utworzony w miejsce pionu I KdsBP w 1956 r. W 1990 r. na bazie pionu utworzono pion wywiadu UOP.
- Departament I MSW (28 listopada 1956 r. – 31 lipca 1990 r.) (w skład departamentu wchodziła także filia w Katowicach funkcjonująca od grudnia 1973 r. oraz filia w Poznaniu funkcjonująca od marca 1975 r., obie zlikwidowano 1 marca 1984 r.)
  - samodzielne grupy specjalne KW MO (funkcjonowały do 1 listopada 1963 r.)
  - starsi inspektorzy w inspektoratach kierownictw jednostek bezpieczeństwa / SB KW MO (funkcjonowali od 1 listopada 1963 r. do 1 czerwca 1975 r.)
  - starsi inspektorzy przy zastępcach komendantów wojewódzkich MO / szefów WUSW ds. SB (funkcjonowali od 1 czerwca 1975 r.)
  - inspektoraty I KW MO / WUSW (funkcjonowały od 1 października 1982 r. w Bydgoszczy, Gdańsku, Katowicach, Krakowie, Łodzi, Olsztynie, Opolu, Poznaniu, Szczecinie, Warszawie i Wrocławiu po włączeniu do nich stanowisk starszych inspektorów, kolejne inspektoraty utworzono w styczniu 1990 r. w pozostałych WUSW z wyjątkiem Białej Podlaskiej, Chełma, Gorzowa Wielkopolskiego, Konina, Leszna, Radomia, Skierniewic i Włocławka, gdzie nadal funkcjonowali starsi inspektorzy)

Pion II (kontrwywiad) – utworzony w miejsce pionu II KdsBP w 1956 r. W latach 1961–1965 do jego zadań należał również radiokontrwywiad, a w latach 1989–1990 perlustracja korespondencji. W 1990 r. na bazie pionu utworzono pion kontrwywiadu UOP.
- Departament II MSW (28 listopada 1956 r. – 31 lipca 1990 r.)
  - wydziały II KW MO / WUSW

Pion III (walka z działalnością antypaństwową w kraju) – utworzony w miejsce pionów III–VI KdsBP w 1956 r. W latach 1956–1962 do jego zadań należała również ochrona operacyjna kościołów i związków wyznaniowych, a w latach 1956–1979 ochrona operacyjna przemysłu i rolnictwa. W 1989 r. w miejsce pionu utworzono pion ochrony konstytucyjnego porządku państwa.
- Departament III MSW (28 listopada 1956 r. – 1 września 1989 r.)
  - wydziały III KW MO / WUSW (funkcjonowały do 1 listopada 1989 r.)
  - w ramach pionu do 1 listopada 1989 r. funkcjonowały również wydziały III-1 utworzone w Warszawie w czerwcu 1978 r., w Krakowie w lipcu 1980 r., w Katowicach, Poznaniu i Szczecinie w lipcu 1982 r., w Łodzi w sierpniu 1982 r., we Wrocławiu we wrześniu 1982 r., w Gdańsku w marcu 1984 r. oraz wydział III-2 utworzony w Warszawie w czerwcu 1978 r.
  - w ramach pionu (do momentu utworzenia pionu IIIA w 1979 r.) funkcjonowały również wydziały IIIA utworzone w komendzie stołecznej w Warszawie we wrześniu 1972 r., w Katowicach, Krakowie, Łodzi, Poznaniu i Wrocławiu w czerwcu 1975 r., w Gdańsku i Kielcach w styczniu 1978 r. oraz wydział IIIA-1 utworzony w Warszawie w czerwcu 1978 r.

Pion „A” (szyfry) – utworzony w miejsce pionu „A” KdsBP w 1956 r. W latach 1989–1990 do jego zadań należał również radiokontrwywiad. W 1990 r. na bazie pionu utworzono pion szyfrów UOP.
- Biuro „A” MSW (28 listopada 1956 r. – 16 lutego 1990 r.)
- Biuro Szyfrów MSW (16 lutego 1990 r. – 31 lipca 1990 r.)
  - samodzielne sekcje „A” / szyfrów KW MO / WUSW (od 16 października 1989 r. w Gdańsku i Szczecinie zamiast samodzielnych sekcji funkcjonowały wydziały)

Pion „B” (obserwacja) – utworzony w miejsce pionu „B” KdsBP w 1956 r. W 1990 r. na bazie pionu utworzono pion obserwacji UOP (część funkcjonariuszy weszła w skład pionu techniki operacyjnej Policji).
- Biuro „B” MSW (28 listopada 1956 r. – 31 lipca 1990 r.)
  - wydziały „B” KW MO / WUSW (od 1 sierpnia 1982 r. w Białej Podlaskiej, Chełmie, Ciechanowie, Gorzowie Wielkopolskim, Jeleniej Górze, Koninie, Krośnie, Lesznie, Łomży, Nowym Sączu, Ostrołęce, Pile, Piotrkowie Trybunalskim, Siedlcach, Sieradzu, Skierniewicach, Słupsku, Suwałkach, Tarnobrzegu, Tarnowie, Wałbrzychu, Włocławku i Zamościu zamiast wydziałów funkcjonowały sekcje „B” w nowo utworzonych wydziałach zabezpieczenia operacyjnego)

Pion „C” (ewidencja operacyjna) – utworzony w miejsce pionu X KdsBP w 1956 r. W latach 1965–1990 pion pełnił także funkcję centralnego archiwum, w latach 1980–1990 do jego zadań należała również informatyka. W 1990 r. na bazie pionu utworzono pion ewidencji i archiwum UOP, pion informatyki Policji oraz pion centralnego archiwum MSW.
- Biuro Ewidencji Operacyjnej MSW (28 listopada 1956 r. – 2 stycznia 1960 r.)
- Biuro „C” MSW (2 stycznia 1960 r. – 31 lipca 1990 r.) (w skład biura 1 października 1965 r. włączono struktury Centralnego Archiwum MSW funkcjonującego od 28 listopada 1956 r., a 1 kwietnia 1980 r. struktury Biura Informatyki MSW wyodrębnionego z pionu „T” w pierwszej połowie lat 70.)
  - wydziały ewidencji operacyjnej / „C” KW MO / WUSW (od 1 sierpnia 1982 r. w Białej Podlaskiej, Chełmie, Ciechanowie, Gorzowie Wielkopolskim, Jeleniej Górze, Koninie, Krośnie, Lesznie, Łomży, Nowym Sączu, Ostrołęce, Pile, Piotrkowie Trybunalskim, Siedlcach, Sieradzu, Skierniewicach, Słupsku, Suwałkach, Tarnobrzegu, Tarnowie, Wałbrzychu, Włocławku i Zamościu zamiast wydziałów funkcjonowały sekcje „C” w nowo utworzonych wydziałach zabezpieczenia operacyjnego)

Pion „T” (technika operacyjna) – utworzony w miejsce pionu IX KdsBP w 1956 r. W latach 1956–1961 do jego zadań należał również radiokontrwywiad, w latach 1965–1971 w ramach pionu przejściowo wyodrębniono sprawy techniki specjalnej. W 1990 r. na bazie pionu utworzono pion techniki UOP oraz pion techniki operacyjnej Policji.
- Biuro „T” MSW (28 listopada 1956 r. – 15 czerwca 1971 r.)
- Zakład Techniki Specjalnej MSW (31 grudnia 1965 r. – 15 czerwca 1971 r.) (w strukturach zakładu od 15 stycznia 1969 r. funkcjonował Ośrodek Elektronicznego Przetwarzania Informacji, na jego bazie 15 maja 1971 r. utworzono Ośrodek Informatyki MSW, który 6 marca 1973 r. przekształcono w Biuro Informatyki MSW funkcjonujące do 1 kwietnia 1980 r., a następnie włączone do pionu „C”)
- Departament Techniki MSW (15 czerwca 1971 r. – 31 lipca 1990 r.)
  - wydziały „T” KW MO / WUSW (od 1 sierpnia 1982 r. w Białej Podlaskiej, Chełmie, Ciechanowie, Gorzowie Wielkopolskim, Jeleniej Górze, Koninie, Krośnie, Lesznie, Łomży, Nowym Sączu, Ostrołęce, Pile, Piotrkowie Trybunalskim, Siedlcach, Sieradzu, Skierniewicach, Słupsku, Suwałkach, Tarnobrzegu, Tarnowie, Wałbrzychu, Włocławku i Zamościu zamiast wydziałów funkcjonowały sekcje „T” w nowo utworzonych wydziałach zabezpieczenia operacyjnego)

Pion „W” (perlustracja korespondencji) – utworzony w miejsce pionu „W” KdsBP w 1956 r. W 1989 r. włączony do pionu II.
- Biuro „W” MSW (28 listopada 1956 r. – 16 czerwca 1989 r.)
  - wydziały „W” KW MO / WUSW (po reformie administracyjnej z czerwca 1975 r. wydziałów nie utworzono w Białej Podlaskiej, Chełmie, Ciechanowie, Nowym Sączu, Ostrołęce, Skierniewicach i Zamościu; od 1 sierpnia 1982 r. w Gorzowie Wielkopolskim, Jeleniej Górze, Koninie, Krośnie, Lesznie, Łomży, Pile, Piotrkowie Trybunalskim, Siedlcach, Sieradzu, Słupsku, Suwałkach, Tarnobrzegu, Tarnowie, Wałbrzychu i Włocławku zamiast wydziałów funkcjonowały sekcje „W” w nowo utworzonych wydziałach zabezpieczenia operacyjnego)

Pion śledczy – utworzony w miejsce pionu VII KdsBP w 1956 r. W 1990 r. na bazie pionu utworzono pion śledczy UOP.
- Biuro Śledcze MSW (28 listopada 1956 r. – 31 lipca 1990 r.)
  - wydziały śledcze KW MO / WUSW (początkowo we wszystkich KW MO funkcjonowały samodzielne sekcje, ich przekształcenia w wydziały dokonano w latach 1958–1962)

Pion ochrony rządu – utworzony w miejsce pionu VIII KdsBP w 1956 r. W 1990 r. pion przekształcono w jednostkę wojskową MSW.
- Biuro Ochrony Rządu MSW (28 listopada 1956 r. – 31 lipca 1990 r.)
  - wydział operacyjno-ochronny KW MO / WUSW (funkcjonował tylko w Katowicach od stycznia 1977 r. do lutego 1990 r., utworzony na bazie samodzielnej sekcji operacyjno-ochronnej istniejącej od listopada 1973 r.)

Pion rejestracji cudzoziemców – przeniesiony z MO w 1960 r. W 1965 r. włączony do nowo utworzonego pionu kontroli ruchu granicznego.
- Biuro Rejestracji Cudzoziemców MSW (1 lipca 1960 r. – 1 lipca 1965 r.)
  - samodzielne sekcje rejestracji cudzoziemców KW MO (funkcjonowały od 1 września 1960 r. do 1 listopada 1965 r.)

Pion IV (ochrona operacyjna kościołów i związków wyznaniowych) – wyodrębniony z pionu III w 1962 r. W latach 1981–1984 do jego zadań należała również ochrona operacyjna rolnictwa. W 1989 r. pion włączono do nowo utworzonego pionu studiów i analiz.
- Departament IV MSW (15 czerwca 1962 r. – 1 września 1989 r.)
  - wydziały IV KW MO / WUSW (funkcjonowały od 1 lipca 1962 r. do 1 listopada 1989 r.)

Pion paszportów – przeniesiony z MO w 1964 r. W latach 1967–1975 połączony z przeniesionym z MO pionem dowodów osobistych (który następnie przekazano pod nadzór terenowych organów administracji państwowej), w latach 1972–1990 do zadań pionu należała również rejestracja cudzoziemców. W 1990 r. pion przeniesiono przejściowo do Policji (w 1991 r. sprawy paszportów przekazano pod nadzór wojewodów).
- Biuro Paszportów MSW (1 kwietnia 1964 r. – 1 kwietnia 1967 r.) (jednostka funkcjonująca od 1 października 1960 r., utworzona na bazie Biura Paszportów Zagranicznych MSW funkcjonującego od 14 grudnia 1954 r.)
- Biuro Paszportów i Dowodów Osobistych MSW (1 kwietnia 1967 r. – 1 stycznia 1975 r.)
- Biuro Paszportów MSW (1 stycznia 1975 r. – 31 lipca 1990 r.)
  - wydziały paszportów / paszportów i dowodów osobistych / paszportów KW MO / WUSW (w strukturach SB od 15 lipca 1964 r.)

Pion RKW (radiokontrwywiad) – wyodrębniony z pionu II w 1965 r. W 1989 r. włączony do pionu „A”.
- Samodzielny Wydział RKW MSW (1 marca 1965 r. – 15 kwietnia 1973 r.)
- Biuro RKW MSW (15 kwietnia 1973 r. – 16 października 1989 r.)
  - wydziały RKW KW MO / WUSW (funkcjonowały tylko w Gdańsku od 1 lipca 1968 r., w Olsztynie od 16 marca 1986 r. i w Szczecinie od 1 marca 1987 r.; w Gdańsku wydział utworzono na bazie stacji „N” wyodrębnionej 1 marca 1965 r. z wydziału II, w Olsztynie na bazie samodzielnej sekcji RKW istniejącej od 16 stycznia 1977 r., a w Szczecinie na bazie samodzielnej stacji „P” wyodrębnionej 1 marca 1965 r. z wydziału II)

Pion kontroli ruchu granicznego – przeniesiony z WOP w 1965 r. i połączony z pionem rejestracji cudzoziemców. W 1972 r. kontrolę ruchu granicznego ponownie przeniesiono do WOP (część spraw przejął pion II i MO), natomiast rejestrację cudzoziemców przeniesiono do pionu paszportów.
- Zarząd Kontroli Ruchu Granicznego MSW (1 lipca 1965 r. – 1 stycznia 1972 r.)
  - wydziały kontroli ruchu granicznego KW MO (funkcjonowały od 1 listopada 1965 r. do 1 kwietnia 1972 r.; w komendach wojewódzkich w Łodzi i Warszawie wydziały nie zostały utworzone; początkowo w Bydgoszczy, Kielcach, Poznaniu oraz w komendzie miejskiej w Łodzi funkcjonowały samodzielne sekcje, ich przekształcenia w wydziały, z wyjątkiem Kielc, dokonano w latach 1967–1970)

Pion IIIA / V (ochrona operacyjna przemysłu) – wyodrębniony z pionu III w 1979 r. W latach 1979–1981 do jego zadań należała również ochrona operacyjna rolnictwa. W 1989 r. pion włączono do nowo utworzonego pionu ochrony gospodarki.
- Departament IIIA MSW (1 maja 1979 r. – 1 grudnia 1981 r.)
- Departament V MSW (1 grudnia 1981 r. – 1 września 1989 r.)
  - wydziały IIIA / V KW MO / WUSW (funkcjonowały od 1 lipca 1979 r. do 1 listopada 1989 r.)
  - w ramach pionu do 1 listopada 1989 r. funkcjonował również wydział IIIA-1 / V-1 w Warszawie, wydziały V-1 utworzone w Katowicach w lutym 1982 r. i we Wrocławiu w styczniu 1983 r., wydziały V-2 utworzone w Katowicach w lutym 1982 r. i w Warszawie w marcu 1982 r. oraz inspektorat operacyjnej ochrony elektrowni jądrowej w Żarnowcu utworzony w Gdańsku w grudniu 1988 r.

Pion ochrony przemysłu (nadzór nad fizyczną i techniczną ochroną uspołecznionych zakładów pracy) – przeniesiony z MO na przełomie 1981 i 1982 r.. W 1989 r. włączony do nowo utworzonego pionu ochrony gospodarki.
- Główny Inspektorat Ochrony Przemysłu MSW (25 listopada 1981 r. – 1 września 1989 r.) (jednostka funkcjonująca od 18 października 1956 r., utworzona na bazie Inspektoratu Ochrony KBW)
  - inspektoraty ochrony przemysłu KW MO / WUSW (w strukturach SB od stycznia 1982 r., funkcjonowały do 1 listopada 1989 r.; istniały w Bydgoszczy, Gdańsku, Katowicach, Kielcach, Łodzi, Opolu, Poznaniu, Szczecinie, Warszawie i Wrocławiu, kolejne inspektoraty utworzono w latach 1982–1983 w Białymstoku, Bielsku-Białej, Częstochowie, Jeleniej Górze, Krakowie, Legnicy, Lublinie, Radomiu, Toruniu i Wałbrzychu, w pozostałych KW MO / WUSW funkcjonowali starsi inspektorzy ds. ochrony przemysłu w zespołach stanowisk samodzielnych wydziałów inspekcji)

Pion cenzury (cenzura przesyłek pocztowych i korespondencji telekomunikacyjnej oraz kontrola rozmów telefonicznych) – działający jawnie w okresie od wprowadzenia do zawieszenia stanu wojennego, w jego skład weszli wszyscy funkcjonariusze pionu „W” oraz część funkcjonariuszy pionu „T”.
- Główny Urząd Cenzury MSW (13 grudnia 1981 r. – 31 grudnia 1982 r.)
  - wojewódzkie urzędy cenzury KW MO (funkcjonowały we wszystkich KW MO, również w tych, które nie posiadały wydziałów „W”; na niższym szczeblu utworzono jedynie rejonowy urząd cenzury KM MO w Gdyni)

Pion studiów (rozpracowywanie kierownictwa opozycji) – utworzony w 1982 r., w jego skład weszli wyróżniający się funkcjonariusze innych pionów SB. W 1989 r. włączony do nowo utworzonego pionu studiów i analiz.
- Biuro Studiów MSW (15 stycznia 1982 r. – 1 września 1989 r.)
  - inspektoraty II KW MO / WUSW (funkcjonowały do 1 listopada 1989 r.; utworzone tylko w Gdańsku w lutym 1983 r., w Nowym Sączu w lutym 1986 r., we Wrocławiu w styczniu 1987 r., w Bydgoszczy, Katowicach, Krakowie, Piotrkowie Trybunalskim, Poznaniu i Toruniu w drugiej połowie 1988 r. oraz w Kielcach, Lublinie i Łodzi w drugiej połowie 1989 r.; w październiku 1988 r. zlikwidowano inspektorat w Nowym Sączu; inspektoraty w Kielcach, Lublinie i Łodzi pozostawały jedynie w fazie organizacyjnej i nie rozwinęły działalności)

Pion łączności – przeniesiony z MO w 1984 r. W 1990 r. na bazie pionu utworzono pion łączności Policji.
- Zarząd Łączności MSW (1 stycznia 1984 r. – 31 lipca 1990 r.) (jednostka funkcjonująca od 28 listopada 1956 r.)
  - wydziały łączności WUSW

Pion VI (ochrona operacyjna rolnictwa) – wyodrębniony z pionu IV w 1984 r. W 1989 r. włączony do nowo utworzonego pionu ochrony gospodarki.
- Departament VI MSW (1 grudnia 1984 r. – 1 września 1989 r.)
  - wydziały VI WUSW (funkcjonowały do 1 listopada 1989 r.)

Pion ochrony funkcjonariuszy – przeniesiony z MO w 1985 r. Rozwiązany w 1990 r.
- Zarząd Ochrony Funkcjonariuszy MSW (6 grudnia 1985 r. – 1 lutego 1990 r.) (jednostka funkcjonująca od 15 grudnia 1984 r.)
  - inspektoraty ochrony funkcjonariuszy WUSW

Pion ochrony konstytucyjnego porządku państwa – utworzony w miejsce pionu III w 1989 r. Rozwiązany w 1990 r.
- Departament Ochrony Konstytucyjnego Porządku Państwa MSW (1 września 1989 r. – 31 lipca 1990 r.)
  - wydziały ochrony konstytucyjnego porządku państwa WUSW (funkcjonowały od 1 listopada 1989 r.)

Pion ochrony gospodarki – utworzony w miejsce pionu V, pionu VI i pionu ochrony przemysłu w 1989 r. Rozwiązany w 1990 r.
- Departament Ochrony Gospodarki MSW (1 września 1989 r. – 31 lipca 1990 r.)
  - wydziały ochrony gospodarki WUSW (funkcjonowały od 1 listopada 1989 r.)

Pion studiów i analiz – utworzony w miejsce pionu IV i pionu studiów w 1989 r. Rozwiązany w 1990 r.
- Departament Studiów i Analiz MSW (1 września 1989 r. – 31 lipca 1990 r.) (w skład departamentu włączono także struktury Zespołu Analiz MSW, czyli Grupy Operacyjno-Sztabowej w Sekretariacie Szefa Służby Bezpieczeństwa funkcjonującej w Wydziale Prezydialnym Gabinetu Ministra Spraw Wewnętrznych od maja 1985 r.)
  - wydziały studiów i analiz WUSW (funkcjonowały od 1 listopada 1989 r.; w skład wydziałów włączono także stanowiska starszych inspektorów z rozwiązanych inspektoratów analityczno-informacyjnych funkcjonujących przy zastępcach komendantów wojewódzkich MO / szefów WUSW ds. SB od 1 czerwca 1975 r.)

W latach 60. na szczeblu wojewódzkim dokonano przejściowego wydzielenia z pionu ogólnego komórek odpowiadających za sprawy SB, były to:
- samodzielne sekcje kadr i szkolenia KW MO (utworzone 1 marca 1962 r. na bazie referatów ds. bezpieczeństwa wydziałów kadr, 15 stycznia 1967 r. ponownie włączone do wydziałów kadr)
- samodzielne sekcje ogólno-organizacyjne KW MO (utworzone 1 marca 1962 r. na bazie stanowisk pomocniczych wchodzących w skład kierownictw jednostek bezpieczeństwa, 15 lutego 1967 r. przekształcone w samodzielne sekcje informacji i sprawozdawczości)
- samodzielne sekcje informacji i sprawozdawczości KW MO (utworzone 15 lutego 1967 r. na bazie samodzielnych sekcji ogólno-organizacyjnych, 1 czerwca 1967 r. włączone do wydziałów ogólnych)

Ze szkolnictwem aparatu bezpieczeństwa związane były następujące jednostki:
- Akademia Spraw Wewnętrznych w Warszawie (działająca od 1 października 1972 r., prowadząca studia magisterskie dla kadr SB i MO, a od marca 1984 r. również studia doktoranckie, zniesiona 1 października 1990 r.)
- Wyższa Szkoła Oficerska im. Feliksa Dzierżyńskiego w Legionowie (działająca od 1 października 1972 r., prowadząca studia zawodowe dla kadr SB, 1 października 1989 r. przekształcona w zamiejscowy Wydział Bezpieczeństwa Państwa ASW)
- Ośrodek Doskonalenia Kadr Kierowniczych MSW w Łodzi (działający od 1 stycznia 1973 r., prowadzący dodatkowe kursy i szkolenia dla kadr SB i MO, zlikwidowany w połowie 1990 r.)
- Biuro Historyczne MSW (utworzone 18 grudnia 1973 r., prowadzące prace naukowo-badawcze w zakresie historii resortu, 1 kwietnia 1981 r. jego zadania zostały przejęte przez ASW)

Przed weryfikacją doraźnie zaliczono do SB pion kadr, szkolenia i wychowania, który utworzono w listopadzie 1989 r. w wyniku przekształcenia pionu kadr i doskonalenia zawodowego. W jego skład weszli również funkcjonariusze pionu polityczno-wychowawczego (Zarząd Polityczno-Wychowawczy MSW oraz wydziały polityczno wychowawcze KW MO / WUSW) działającego od listopada 1981 r. do listopada 1989 r.

### Reforma Kiszczaka
W lipcu 1981 r. funkcję szefa MSW objął wywodzący się z tajnych służb wojskowych gen. Czesław Kiszczak. Nowy minister natychmiast przystąpił do gruntownej reorganizacji resortu, zmierzając do usprawnienia jego działań w związku z przygotowaniami do wprowadzenia stanu wojennego. Reformę rozpoczęto 25 listopada 1981 r. poprzez pogrupowanie jednostek organizacyjnych centrali (ze względu na zbliżony charakter realizowanych zadań) w tzw. służby MSW. Utworzone zostały: Służba Wywiadu i Kontrwywiadu, Służba Bezpieczeństwa, Służba Zabezpieczenia Operacyjnego, Służba Polityczno-Wychowawcza, Służba Kadr i Doskonalenia Zawodowego, Służba Zabezpieczenia Materiałowego oraz Szefostwo Wojsk MSW (status służby uzyskała również Komenda Główna Milicji Obywatelskiej). Do nadzorowania tych struktur powołano w ministerstwie dodatkowy szczebel kierownictwa.
Reorganizacja została zatwierdzona uchwałą nr 144 Rady Ministrów z 21 października 1983 r. w sprawie nadania statutu organizacyjnego Ministerstwu Spraw Wewnętrznych zmienioną później uchwałą nr 128 Rady Ministrów z 22 sierpnia 1989 r. (statut wymieniał służby bez przyporządkowania im poszczególnych jednostek, kwestię tę w dalszym ciągu pozostawiono ministrowi). Zgodnie z nowym podziałem aparat bezpieczeństwa państwa w latach 1981–1990 tworzyły:
- Służba Wywiadu i Kontrwywiadu – Departament I, Departament II, Biuro „A” (od lutego 1990 r. Biuro Szyfrów), Biuro RKW oraz Biuro Paszportów. Na czele służby stał szef (do końca października 1989 r. w randze podsekretarza stanu), od listopada 1989 r. do jego zadań należało również koordynowanie działalności Wojsk Ochrony Pogranicza.
- Służba Bezpieczeństwa – Departament III, Departament IV, Departament V, Departament VI, Biuro Studiów oraz Główny Inspektorat Ochrony Przemysłu (po reorganizacji z września 1989 r.: Departament Ochrony Konstytucyjnego Porządku Państwa, Departament Ochrony Gospodarki oraz Departament Studiów i Analiz). Na czele służby stał szef (do końca października 1989 r. w randze podsekretarza stanu), od listopada 1989 r. do jego zadań należał również nadzór nad Biurem Ochrony Rządu oraz koordynowanie działalności Nadwiślańskich Jednostek Wojskowych MSW. W latach 1981–1989 szef SB nadzorował także częściowo związany z organami bezpieczeństwa Departament Społeczno-Administracyjny MSW (jednostki terenowe departamentu funkcjonowały przy urzędach wojewódzkich).
- Służba Zabezpieczenia Operacyjnego – Departament Techniki, Biuro „B”, Biuro „C”, Biuro „W” oraz Zarząd Łączności (w strukturach SB formalnie od stycznia 1984 r.). W skład służby wchodził również częściowo związany z organami bezpieczeństwa Departament Powszechnego Elektronicznego Systemu Ewidencji Ludności MSW (jednostki terenowe departamentu funkcjonowały przy urzędach wojewódzkich). Na czele służby stał szef (do końca listopada 1987 r. w randze dyrektora generalnego) pełniący także funkcję przewodniczącego Rady Naukowo-Technicznej.
- pozostałe jednostki – Biuro Śledcze (nadzorowane przez jednego z podsekretarzy stanu, a od listopada 1989 r. przez szefa Służby Milicji Obywatelskiej), Biuro Ochrony Rządu (nadzorowane przez szefa Wojsk MSW, a od listopada 1989 r. przez szefa Służby Bezpieczeństwa), Zarząd Ochrony Funkcjonariuszy (nadzorowany bezpośrednio przez ministra, a od listopada 1989 r. przez jednego z podsekretarzy stanu).

Mimo tych formalnych zmian reforma Kiszczaka nie oznaczała utworzenia w MSW nowych wyodrębnionych formacji, gdyż kwestie te mogły być uregulowane tylko na gruncie ustawowym. Ze względu na fakt, iż za ochronę bezpieczeństwa państwa w rozumieniu ustawy z 14 lipca 1983 r. o urzędzie Ministra Spraw Wewnętrznych i zakresie działania podległych mu organów odpowiadała Służba Bezpieczeństwa, do jej struktur należy zaliczyć całość wyżej wymienionych jednostek operacyjnych i operacyjno-technicznych.
O przynależności do SB komórek wywiadu i kontrwywiadu oraz zabezpieczenia operacyjnego świadczy m.in. instrukcja w sprawie szczegółowych zasad działalności operacyjnej Służby Bezpieczeństwa (załącznik do zarządzenia nr 00102 Ministra Spraw Wewnętrznych z 9 grudnia 1989 r.), gdzie w § 1 stwierdza się:

1. Jednostkami operacyjnymi Służby Bezpieczeństwa MSW są: Departament I, Departament II, Departament Ochrony Konstytucyjnego Porządku Państwa, Departament Ochrony Gospodarki, Departament Studiów i Analiz oraz odpowiadające im komórki organizacyjne (stanowiska) WUSW (SUSW) i RUSW (równorzędne). 2. Jednostkami operacyjno-technicznymi MSW są: Departament Techniki, Biura „A”, „B” i „C” oraz odpowiadające im komórki organizacyjne w WUSW (SUSW). 3. Departamentami (równorzędnymi) są jednostki organizacyjne MSW, o których mowa w ust. 1 i 2 oraz Biuro Ochrony Rządu MSW.

Innym dokumentem określającym strukturę SB jest zarządzenie nr 043 Ministra Spraw Wewnętrznych z 10 maja 1990 r. w sprawie zaprzestania działalności Służby Bezpieczeństwa, które wymienia następujące jednostki organizacyjne MSW: Departament Wywiadu (Departament I), Departament Kontrwywiadu (Departament II), Departament Ochrony Konstytucyjnego Porządku Państwa, Departament Ochrony Gospodarki, Departament Studiów i Analiz, Departament Techniki, Departament PESEL, Biuro Śledcze, Biuro Szyfrów, Biuro „B”, Biuro „C” oraz Zarząd Łączności.
Nazwy „Służba Bezpieczeństwa” w odniesieniu do okresu 1981–1990 można więc używać w dwóch znaczeniach: szerokim (jako całość służb specjalnych MSW) i wąskim (tylko jako strukturę policji politycznej zwalczającej opozycję w kraju). Sztuczne zredukowanie SB do kilku jednostek spełniało po 1989 r. inne zadanie, chodziło o ochronę jak największej liczby funkcjonariuszy aparatu bezpieczeństwa przed ewentualnymi przekształceniami w nowej konfiguracji politycznej oraz o zminimalizowanie skutków weryfikacji, jaka miała nastąpić w procesie tworzenia nowych służb specjalnych III RP.

## Kierownictwo Służby Bezpieczeństwa
Do listopada 1981 r. funkcję szefów SB sprawowali niektórzy członkowie kierownictwa MSW nadzorujący komórki operacyjne i operacyjno-techniczne zgodnie z kolejnymi zarządzeniami ministra w sprawie organizacyjnego podporządkowania jednostek resortu spraw wewnętrznych (np. Ryszard Matejewski, Bogusław Stachura). W latach 1981–1990 kierownictwo aparatu bezpieczeństwa przedstawiało się następująco:
Szef Służby Wywiadu i Kontrwywiadu
- gen. bryg./gen. dyw. Władysław Pożoga (25 listopada 1981 r. – 31 października 1989 r.)
- gen. bryg. Zdzisław Sarewicz (1 listopada 1989 r. – 11 maja 1990 r.)

Szef Służby Bezpieczeństwa
- gen. bryg./gen. dyw. Władysław Ciastoń (25 listopada 1981 r. – 19 grudnia 1986 r.)
- gen. bryg./gen. dyw. Henryk Dankowski (20 grudnia 1986 r. – 31 października 1989 r.)
- płk Jerzy Karpacz (1 listopada 1989 r. – 11 maja 1990 r.)

Szef Służby Zabezpieczenia Operacyjnego
- gen. bryg. Konrad Straszewski (25 listopada 1981 r. – 18 lutego 1983 r.)
- gen. bryg. Stefan Stochaj (1 kwietnia 1983 r. – 31 lipca 1990 r.)

## Upadek PRL i ostatnie lata działalności SB
W ostatniej dekadzie istnienia PRL działalność Służby Bezpieczeństwa polegała na penetrowaniu opozycji, m.in. Solidarności, na niespotykaną do tej pory skalę. Rozpoczęto tzw. grę operacyjną z Solidarnością, prowadzoną przez długie lata.
Wybuchały skandale, w których głównymi bohaterami byli wyżsi funkcjonariusze Służby Bezpieczeństwa (i nie tylko), takie jak Afera „Zalew”, i Afera „Żelazo”, przyczynienie się do śmierci Grzegorza Przemyka w 1983, zamordowanie księdza Jerzego Popiełuszki w 1984. Funkcjonariusze dokonywali porwań uznawanych za bezprawne nawet przez sądy PRL oraz stosowali tortury. Szczególną aktywność na tym polu przejawiał Departament IV MSW, a w nim Samodzielna Grupa „D” Departamentu IV MSW.
Jedną z najsłabiej zinfiltrowanych przez SB organizacji opozycyjnych i jednocześnie strukturą, przeciwko której SB prowadziła najbardziej aktywne działania po stanie wojennym, była Solidarność Walcząca, która najprawdopodobniej jako jedyna organizacja niezależna lat osiemdziesiątych dysponowała zorganizowaną strukturą kontrwywiadu, dzięki której kierownictwo organizacji oparło się infiltracji agentury SB. Działania wywiadowcze i kontrwywiadowcze przeciwko SB były prowadzone głównie w oparciu o wywiad elektroniczny (stały nasłuch radiowy służb operacyjnych SB) oraz w mniejszym stopniu dzięki pozyskiwaniu informacji od pracowników SB.
Fundamentem rozpoznania radiowego SW było złamanie szyfrów „fosy” – specjalnego języka kodowego, jakiego używali w czasie prowadzenia korespondencji radiowej pracownicy wydziału obserwacyjnego „B”.
Represje na społeczeństwie, jakich dopuścili się funkcjonariusze SB wyższego i niższego szczebla w latach 1956–1990, zostały dokładnie udokumentowane w kartotekach Służby Bezpieczeństwa. W latach 1989–1991, na polecenie ówczesnego szefa MSW gen. Czesława Kiszczaka za wiedzą szefa SB gen. Henryka Dankowskiego, rozpoczęto niszczenie akt osobowych, kart, zbiorów operacyjnych itp. Od sierpnia 1989 do czerwca 1992 zniszczono ok. 646 000 materiałów ogólnoinformacyjnych z inwentarza MSW. Spalona miała być kartoteka czynnych i wyeliminowanych osobowych źródeł informacji SB MSW; udało się uratować ok. 50% jej dawnych zasobów.
Służbę Bezpieczeństwa rozwiązano w maju 1990. 2 miesiące później rozpoczął się proces weryfikacji funkcjonariuszy SB do nowo powstałego Urzędu Ochrony Państwa. Spośród 14 038 funkcjonariuszy, pozytywnie zaopiniowano 10 439, natomiast negatywnie – 3595. Niszczenie archiwów SB trwało jednak nadal, w niektórych przypadkach aż do 1993.
Również dopiero w lutym 1990 zakończone oficjalnie (na podstawie pisma zastępcy Dyrektora Departamentu Studiów i Analiz MSW płk. Adama Malika) zostały działania w ramach Sprawy Operacyjnego Rozpracowania „Ośmiornica”, skierowane przeciwko Solidarności Walczącej. Rozpracowanie operacyjne partii politycznych kontynuowane było przez funkcjonariuszy SB w ramach ich zadań realizowanych już jako funkcjonariuszy UOP w latach 90. (tzw. inwigilacja prawicy).
Powołana przez sejm kontraktowy 2 sierpnia 1989 Sejmowa Komisja Nadzwyczajna do Zbadania Działalności MSW ustaliła związek funkcjonariuszy MSW z 88 wypadkami śmierci działaczy opozycji w stanie wojennym.

## Weryfikacja funkcjonariuszy SB
Weryfikacja funkcjonariuszy SB – proces kwalifikowania funkcjonariuszy Służby Bezpieczeństwa do nowo powstałego Urzędu Ochrony Państwa, jak również do Policji i do pracy cywilnej w Ministerstwie Spraw Wewnętrznych.
Weryfikację przeprowadzano w oparciu o przepisy wydane przez Sejm, szefa MSW oraz Przewodniczącego Centralnej Komisji Weryfikacyjnej. Powstało 49 wojewódzkich komisji kwalifikacyjnych (oraz Komisja Kwalifikacyjna do Spraw Kadr Centralnych) mających za zadanie zweryfikować starających się o pracę w nowych służbach byłych funkcjonariuszy SB. Od decyzji Wojewódzkiej Komisji Kwalifikacyjnej lub Komisji Kwalifikacyjnej do Spraw Kadr Centralnych służyło odwołanie do Centralnej Komisji Kwalifikacyjnej której przewodniczącym został Krzysztof Kozłowski.
Proces weryfikacji był dobrowolny. Przystąpiło do niej ok. 14 tysięcy osób. Komisja na podstawie akt osobowych, posiadanych informacji i doświadczeń miała sobie wyrobić zdanie na temat danego funkcjonariusza, a następnie przeprowadzała z nim rozmowę. 8681 osób (czyli 61 proc.) przeszło ją pomyślnie, w pierwszej instancji. Decyzje komisji wojewódzkich nie były ostateczne. 4880 negatywnie zweryfikowanych oficerów odwołało się do Centralnej Komisji Kwalifikacyjnej, która uchyliła decyzje komisji wojewódzkich w stosunku do 1800 osób. Ogółem więc spośród 14 038 funkcjonariuszy, pozytywnie zaopiniowano 10 439, natomiast negatywnie – 3595.
Zgodnie z Instrukcją Przewodniczącego Centralnej Komisji Kwalifikacyjnej z dnia 25 czerwca 1990 za funkcjonariuszy Służby Bezpieczeństwa zobowiązanych do poddania się postępowaniu kwalifikacyjnemu uznawano się osoby, które:
- W dniu 10 maja 1990 lub 31 lipca 1989 były zatrudnione na następujących stanowiskach:
  - Szefa Służby Wywiadu i Kontrwywiadu,
  - Szefa Służby Bezpieczeństwa,
  - Szefa Służby Kadr, Szkolenia i Wychowania,
  - Zastępcy Szefa Wywiadu i Kontrwywiadu,
  - Zastępcy Szefa Służby Bezpieczeństwa,
  - Zastępcy Szefa Służby Kadr, Szkolenia i Wychowania,
  - doradcy ministra.
- W dniu 10 maja 1990 lub 31 lipca 1989 były zatrudnione w następujących jednostkach organizacyjnych Ministerstwa Spraw Wewnętrznych
  - Departament I,
  - Departament II,
  - Departament Ochrony Konstytucyjnego Porządku Państwa,
  - Departament Ochrony Gospodarki,
  - Departament Studiów i Analiz,
  - Grupa operacyjno-sztabowa Szefa Służby Bezpieczeństwa,
  - Sekretariat Szefa Służby Wywiadu i Kontrwywiadu oraz Szefa Służby Bezpieczeństwa,
  - Departament Kadr – z wyłączeniem pracowników sekretariatów
  - Departament Szkolenia i Wychowania – z wyłączeniem pracowników sekretariatów
  - Biuro „C”,
  - Biuro Szyfrów,
  - Biuro Śledcze,
  - Biuro Paszportów – do stanowiska Zastępcy Naczelnika Wydziału,
  - były Zarząd Ochrony Funkcjonariuszy – z wyłączeniem pracowników sekretariatów,
  - Wydział Bezpieczeństwa Publicznego Akademii Spraw Wewnętrznych w Legionowie,
  - Biuro „B” – do stanowiska Zastępcy Naczelnika Wydziału,
  - Departament Techniki – do stanowiska Zastępcy Naczelnika Wydziału,
- na odpowiadających wyżej wymienionym stanowiskach i w jednostkach Wojewódzkich Urzędów Spraw Wewnętrznych.

Weryfikacją objęto również Wydział Prawno-Polityczny ASW i osoby zatrudnione na wymienionych stanowiskach w Rejonowych Urzędach Spraw Wewnętrznych w dniu 31 lipca 1989 (w dniu 10 maja 1989 SB w RUSW nie istniało – od 01.02.1990 funkcjonariuszy SB RUSW przeniesiono do SB WUSW lub MO, z zastrzeżeniem, że grupy/sekcje paszportów „przestemplowano” 1 lipca 1989 do MO).
Postępowaniem kwalifikacyjnym nie obejmowano osób:
- zatrudnionych w wyżej wymienionych jednostkach na stanowiskach milicjant – kierowca,
- w przypadku Szefa Służby Kadr, Szkolenia i Wychowania, Zastępcy Szefa Służby Kadr, Szkolenia i Wychowania oraz pracowników Departament Kadr oraz Departamentu Szkolenia i Wychowania i odpowiadających im komórek w terenie Komisja odstępowała od oceny, jeśli uznała, że osoba wymieniona była funkcjonariuszem Milicji Obywatelskiej.

Wojewódzkie komisje kwalifikacyjne wydawały, zgodnie z uchwałą nr 69 Rady Ministrów z dnia 21 maja 1990 r., pozytywną opinię o kandydacie w razie stwierdzenia, że odpowiada on wymogom przewidzianym dla funkcjonariusza danej służby lub pracownika Ministerstwa Spraw Wewnętrznych. określonym w ustawie, oraz powzięcia przekonania, że posiada on kwalifikacje moralne do pełnienia służby, zwłaszcza że:
1. w toku dotychczasowej służby nie dopuścił się naruszenia prawa,
2. wykonywał swoje obowiązki służbowe w sposób nie naruszający praw i godności innych osób,
3. nie wykorzystywał stanowiska służbowego do celów pozasłużbowych.

Funkcjonariuszom wydawano cztery rodzaje opinii:
1. nie posiada kwalifikacji do dalszej służby z przyczyn moralnych
2. nie posiada kwalifikacji do dalszej służby
3. posiada kwalifikacje moralne do służby w Policji
4. posiada kwalifikacje moralne do służby w MSW/UOP (w tym Policji)

Standardowy druk wysyłany negatywnie zweryfikowanym funkcjonariuszom Służby Bezpieczeństwa zawierał grzecznościową formułę: „Komisja wyraża nadzieję, że znajdzie Pan/Pani nowe dające satysfakcję zatrudnienie poza resortem spraw wewnętrznych”.
Wszyscy niezaopiniowani pozytywnie funkcjonariusze SB odeszli ze służby do 31 lipca 1990.
Funkcjonariusze SB z wydziałów paszportów wojewódzkich urzędów spraw wewnętrznych, którzy przeszli do Policji – wydziałów paszportów przy komendach wojewódzkich policji służyli tam do dnia 07.04.1991 kiedy to rozwiązano wydziały paszportowe Policji, a ich funkcjonariusze zostali z mocy prawa zwolnieni ze służby i stali się pracownikami urzędów wojewódzkich które przejęły od Policji sprawy paszportowe, chyba że do tego dnia zostali przeniesieni na inne stanowiska w Policji.
Spotkanie oficera SB z komisją weryfikacyjną zostało ukazane w filmie fabularnym Psy z 1992 roku w reżyserii Władysława Pasikowskiego.

## Archiwa SB
Dokumentacja Służby Bezpieczeństwa była grupowana w archiwach według następujących kryteriów:
- I – osobowe źródła informacji i kandydaci na osobowe źródła informacji
- II – sprawy operacyjne
- III – postępowania przygotowawcze
- IV – sprawy obiektowe
- V – akta osobowe funkcjonariuszy SB
- VI – akta osobowe funkcjonariuszy MO
- VII – akta osobowe cywilnych pracowników resortu spraw wewnętrznych
- X – charakterystyki (opracowania faktograficzne, analityczne, dotyczące grup i organizacji opozycyjnych)

## Filmy związane z tematyką Służby Bezpieczeństwa
- Kret
- Popiełuszko. Wolność jest w nas
- Różyczka
- Rysa
- Teczka
- Sam pośród swoich
- Skąpani w ogniu
- Psy
- Figurant (2023)